# Cougar C20
Chronologie des modèles
Cougar C12 Cougar C22
La Cougar C20 est une voiture de course construite par Courage Compétition destinée à participer au championnat du monde des voitures de sport.

## Résultats sportifs
| Course                  | Date          | no | Écurie               | Pilotes                                         | Châssis                            | Classement |
| Course                  | Date          | no | Écurie               | Pilotes                                         | Moteur                             | Classement |
| ----------------------- | ------------- | -- | -------------------- | ----------------------------------------------- | ---------------------------------- | ---------- |
| 1 000 km de Monza       | 12 avril      | 13 | Primagaz Competition | Hervé Regout Joël Gouhier                       | #C12-01                            | 9e         |
| 1 000 km de Monza       | 12 avril      | 13 | Primagaz Competition | Hervé Regout Joël Gouhier                       | Porsche Type-935 3.0L Turbo Flat-6 | 9e         |
| 1 000 km de Silverstone | 10 mai        | 13 | Primagaz Competition | Hervé Regout Yves Courage                       | #C12-01                            | Abandon    |
| 1 000 km de Silverstone | 10 mai        | 13 | Primagaz Competition | Hervé Regout Yves Courage                       | Porsche Type-935 3.0L Turbo Flat-6 | Abandon    |
| 24 Heures du Mans       | 13 au 14 juin | 13 | Primagaz Competition | Hervé Regout Yves Courage Pierre-Henri Raphanel | #C12-01                            | 3e         |
| 24 Heures du Mans       | 13 au 14 juin | 13 | Primagaz Competition | Hervé Regout Yves Courage Pierre-Henri Raphanel | Porsche Type-935 3.0L Turbo Flat-6 | 3e         |

| Course            | Date          | no | Écurie               | Pilotes                                | Châssis                            | Classement |
| Course            | Date          | no | Écurie               | Pilotes                                | Moteur                             | Classement |
| ----------------- | ------------- | -- | -------------------- | -------------------------------------- | ---------------------------------- | ---------- |
| 1 000 km de Monza | 10 avril      | 13 | Primagaz Competition | Pierre-Henri Raphanel Roberto Ravaglia | #C12-01                            | 9e         |
| 1 000 km de Monza | 10 avril      | 13 | Primagaz Competition | Pierre-Henri Raphanel Roberto Ravaglia | Porsche Type-935 3.0L Turbo Flat-6 | 9e         |
| 24 Heures du Mans | 11 au 12 juin | 13 | Primagaz Competition | Pierre-Henri Raphanel Michel Ferté     | #C12-01                            | Abandon    |
| 24 Heures du Mans | 11 au 12 juin | 13 | Primagaz Competition | Pierre-Henri Raphanel Michel Ferté     | Porsche Type-935 3.0L Turbo Flat-6 | Abandon    |

| Course            | Date          | no  | Écurie              | Pilotes                                           | Châssis                            | Classement |
| Course            | Date          | no  | Écurie              | Pilotes                                           | Moteur                             | Classement |
| ----------------- | ------------- | --- | ------------------- | ------------------------------------------------- | ---------------------------------- | ---------- |
| 24 Heures du Mans | 10 au 11 juin | 113 | Courage Compétition | Jean-Claude Andruet Philippe Farjon Shunji Kasuya | #C12-01                            | 14e        |
| 24 Heures du Mans | 10 au 11 juin | 113 | Courage Compétition | Jean-Claude Andruet Philippe Farjon Shunji Kasuya | Porsche Type-935 3.0L Turbo Flat-6 | 14e        |

| Course            | Date          | no  | Écurie                | Pilotes                        | Châssis                            | Classement |
| Course            | Date          | no  | Écurie                | Pilotes                        | Moteur                             | Classement |
| ----------------- | ------------- | --- | --------------------- | ------------------------------ | ---------------------------------- | ---------- |
| 24 Heures du Mans | 16 au 17 juin | 113 | Etablissement Chereau | Jean Messaoudi Philippe Farjon | #C12-01                            | Abandon    |
| 24 Heures du Mans | 16 au 17 juin | 113 | Etablissement Chereau | Jean Messaoudi Philippe Farjon | Porsche Type-935 3.0L Turbo Flat-6 | Abandon    |